# Forpus
Forpus là một chi chim trong họ Psittacidae.

## Hình ảnh

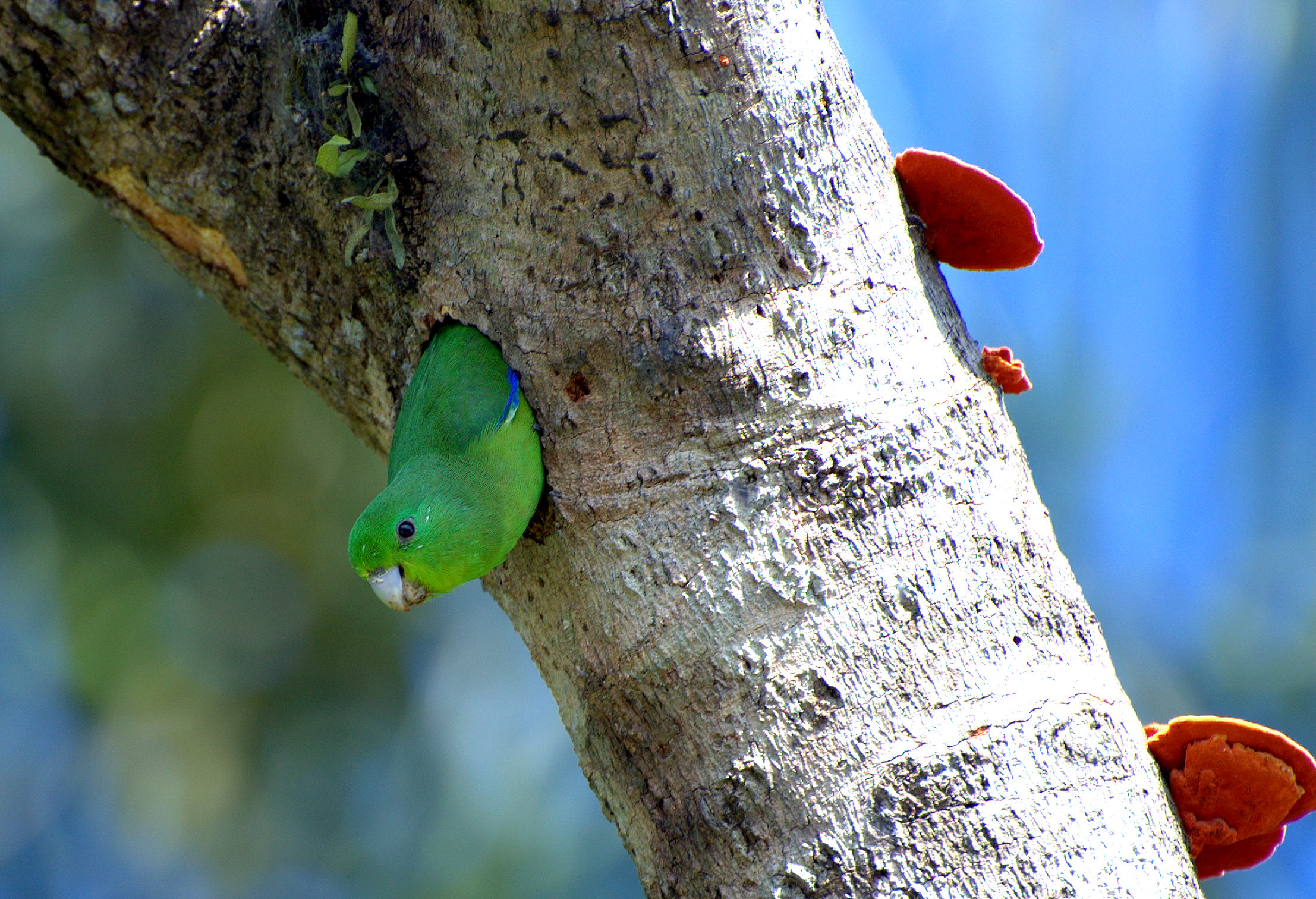
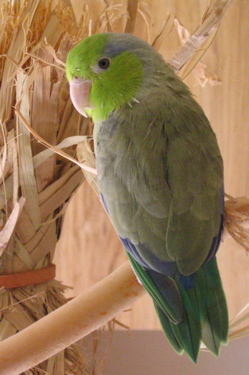
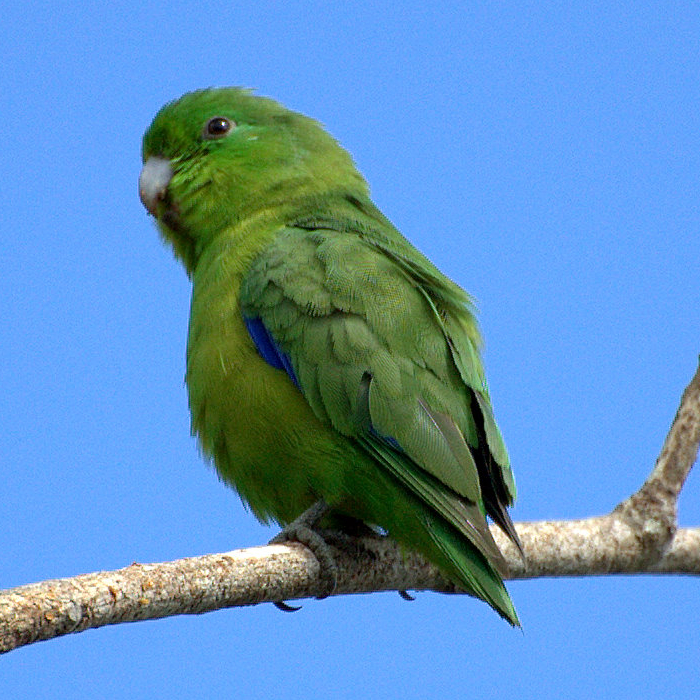
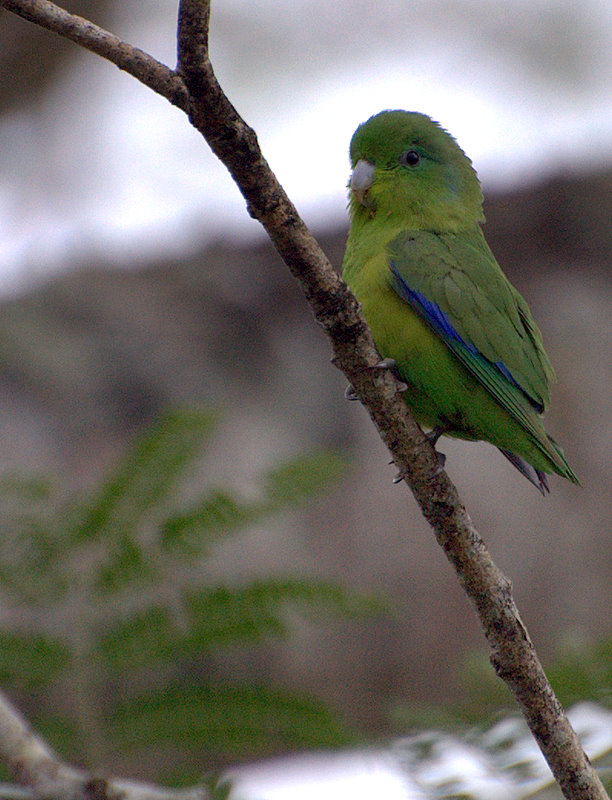
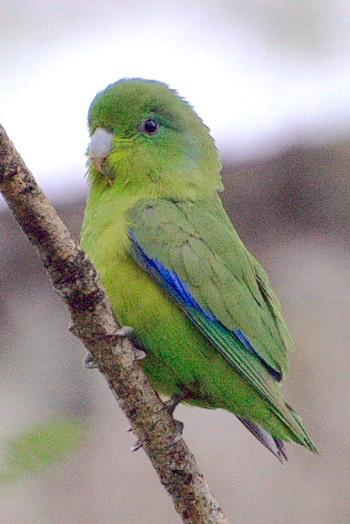
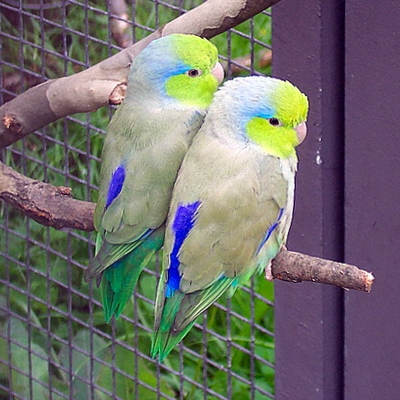